# Tritneptis hemerocampae
Tritneptis hemerocampae is een vliesvleugelig insect uit de familie Pteromalidae. De wetenschappelijke naam is voor het eerst geldig gepubliceerd in 1908 door Girault.